# هوجو فون مول

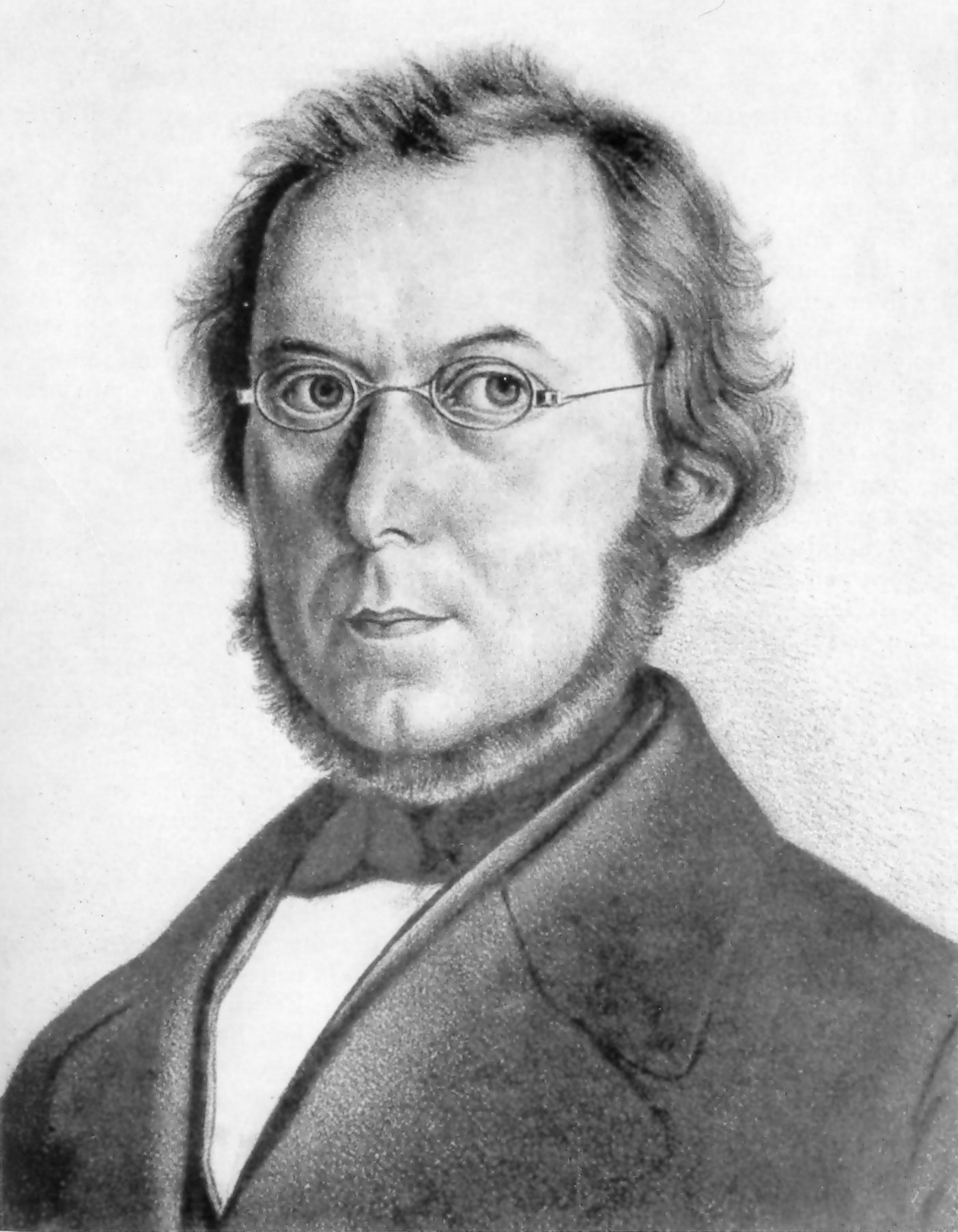
هوجو فون مول.

هوجو فون مول (بالألمانية: Hugo von Mohl)‏ (1805 – 1872 م) عالم نبات في جامعة توبنجن.
اشتهر ببحوثه في طبيعة البروتوبلازم واليخضور وفسيولوجيا النباتات الراقية. وضع أساسا للدراسات الحديثة في النخيليات والسيكاديات.

## روابط خارجية
- هوجو فون مول على موقع الموسوعة البريطانية (الإنجليزية)